# Plectocomia
Plectocomia là một chi thực vật có hoa thuộc họ Arecaceae.

## Hình ảnh

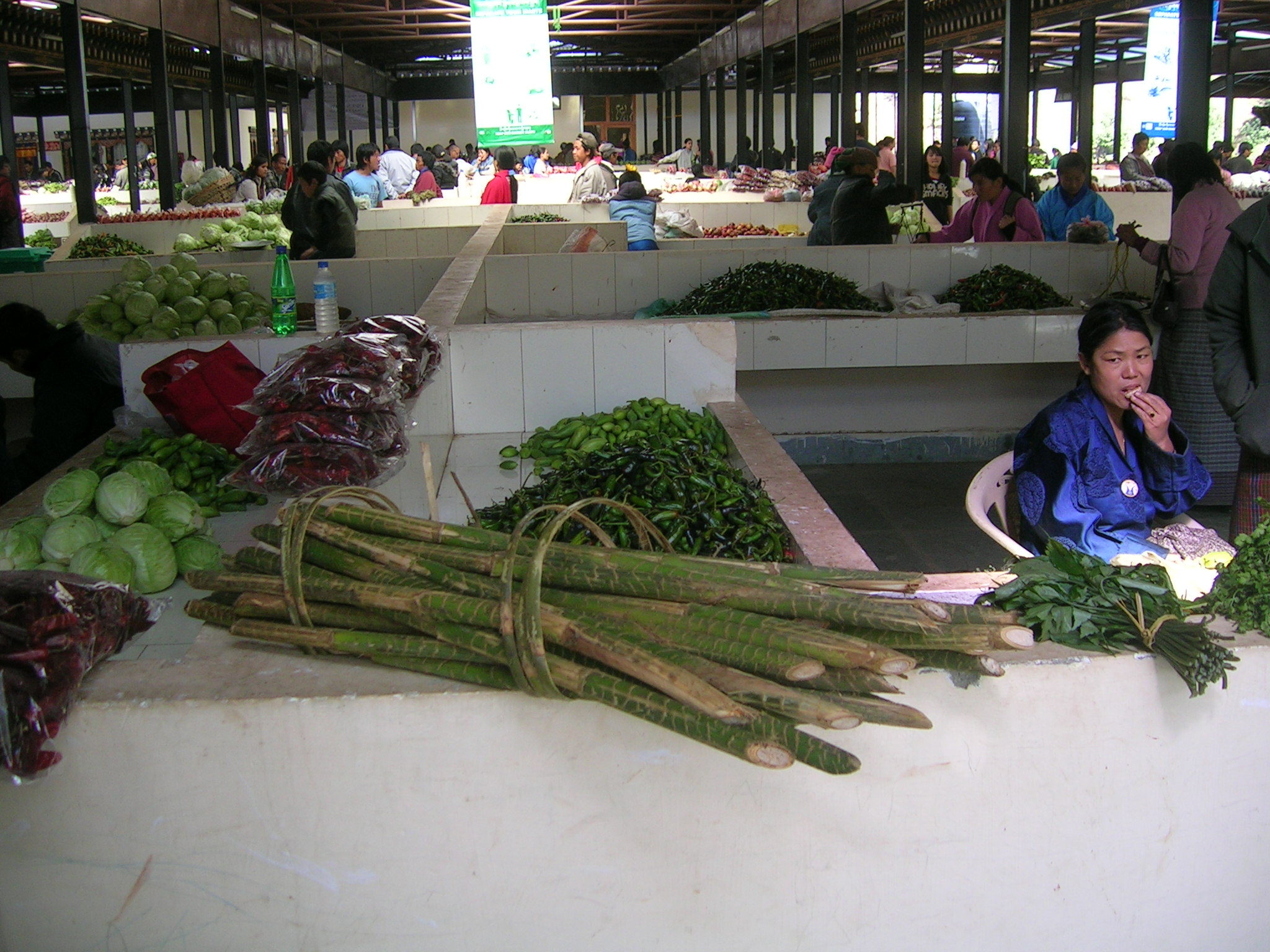

## Các loài
Chi này có các loài sau:
- Plectocomia assamica
- Plectocomia billitonensis
- Plectocomia bractealis
- Plectocomia dransfieldiana
- Plectocomia elmeri
- Plectocomia elongata
- Plectocomia himalayana
- Plectocomia khasyana
- Plectocomia longistigma
- Plectocomia lorzingii
- Plectocomia macrostachya
- Plectocomia microstachys
- Plectocomia mulleri
- Plectocomia pierreana
- Plectocomia pygmaea